# Liste der Stolpersteine in Stralsund
Die Liste der Stolpersteine in Stralsund führt die Stolpersteine und Stolperschwellen in Stralsund auf. Die ersten Stolpersteine wurden im Oktober 2006 verlegt; seit September 2024 erinnern im Stadtgebiet insgesamt 83 Stolpersteine und drei Stolperschwellen an Menschen, die unter der Herrschaft der Nationalsozialisten verfolgt und ermordet wurden.
Viele der mit einem Stolperstein Gewürdigten waren Mitglieder der jüdischen Gemeinde Stralsunds, die bis zu 170 Angehörige umfasste. Die drei Stolperschwellen erinnern an die Opfer der nationalsozialistischen Eugenik.

## Stolpersteine in Stralsund

### Verlegungen
Die ersten vier Stolpersteine in Stralsund wurden am 25. August 2006 verlegt. Am 18. September 2007 kamen weitere acht Stolpersteine hinzu. Bei der dritten Stolpersteinverlegung am 10. Juli 2008 wurden nochmals acht Steine gesetzt. Die vierte Verlegung von Stolpersteine gab es in Stralsund am 15. Juni 2009. Dabei wurden 14 Stolpersteine verlegt, zudem wurde am Haus Langenstraße 69, auf dessen Hof sich die Stralsunder Synagoge befand, eine von Angela Merkel gestiftete Gedenktafel angebracht. Bei der Verlegung im November 2010, der fünften Stolpersteinverlegung, wurden 18 neue Steine gesetzt. Im November 2017 kamen drei Stolpersteine hinzu. Vier weitere Stolpersteine wurden am 14. Juni 2021 bei der siebten Verlegeaktion gesetzt. Bei der achten Verlegung kam im Juli 2021 ein weiterer Stolperstein in der Mühlenstraße hinzu. Die neunte Stolpersteinverlegung in Stralsund fand am 18. April 2023 statt. Am 28. April 2023 wurden sieben Stolpersteine verlegt. Weitere neun Stolpersteine kamen bei einer Verlegung am 5. September 2024 hinzu.
Die Stolpersteine werden zumeist privat finanziert. Für einige wurden öffentlichkeitswirksam Patenschaften übernommen. So gab es Patenschaften für die an Wolfgang Kotljarski und an Margot Kotljarski erinnernden Stolpersteine durch Schulklassen der Stralsunder Jona-Schule.
Bei der Verlegung der Stolpersteine waren teilweise auch Angehörige der Menschen anwesend, derer mit dem Stein gedacht wird. So bei der Verlegung am 18. April 2023 für Hermann, Malka, Max, Regina und Leo Wein.

### Auflistung aller Stolpersteine in Stralsund
Hinweise zur Benutzung der Auflistung: Die Liste führt die in Stralsund verlegten Stolpersteine auf, nennt Namen und Lebensdaten der auf dem Stolperstein genannten Person, Ort und Datum der Verlegung, die auf dem Stein zu lesende Inschrift und zeigt jeweils ein Foto des beschriebenen Stolpersteins. Dazu führt die Liste Informationen zur Person auf sowie, in den Fußnoten, auch Informationen zu den genannten verwandten Personen.
- Die Liste ist teils sortierbar gestaltet. Die Sortierung nach dem Alphabet wird durch das Anklicken der beiden Dreiecke  in den Spalten erreicht.
- Mit ♁ (Lage) lassen sich die Koordinaten mit Kartendiensten anzeigen.
- Hochgestellte Zahlen im Text bedeuten einen Link: Hochgestellte Zahlen mit einem vorgesetzten „A“ verweisen auf eine Anmerkung mit ergänzenden Informationen zu einer genannten Person A1, hochgestellte Zahlen in eckigen Klammern[1] verweisen auf einen Einzelnachweis (Beleg) für die Information.
- Blau hinterlegte Wörter sind als Links zu anderen Wikipediaartikeln oder auch als Links innerhalb dieser Liste hinterlegt.

| Name                                                           | Adresse ♁ Koordinaten           | Inschrift | Foto weitere Bilder \| | verlegt am | Informationen zur Person |
| -------------------------------------------------------------- | ------------------------------- | --- | ---------------------- | ---------- | --- |
| David Benjamin (1889–1940)                                     | Langenstraße 27 (Lage)          | Hier wohnte David Benjamin Jg. 1889 deportiert 1940 Piaski ermordet                                                                                          |                        | Nov. 2010  | Der am 20. August 1889 in Hamburg geborene David Benjamin war Lagerist, Handelsreisender und Hausierer. Benjamin war verheiratet mit Berta Benjamin, geb. Ebel (1896–1937) A28 und Vater zweier Kinder. Er wurde am 12. Februar 1940 im Zuge der ersten, am 12. und am 13. Februar 1940 im Regierungsbezirk Stettin durchgeführten Deportation pommerscher Juden mit dem Ziel Piaski, Bełżyce und Glusk, deportiert und 1940 in Piaski ermordet. |
| Bärbel Beyer, geb. Cohn (1936–)                                | Frankenstraße 72 (Lage)         | Hier wohnte Bärbel Beyer geb. Cohn Jg. 1936 versteckt in Stralsund überlebt                                                                                  |                        | Nov. 2010  | Bärbel Beyer, geb. Cohn kam am 8. Dezember 1936 in Berlin zur Welt. Ihre Eltern waren Heinrich David Cohn (1900–1961) A2 und Lucie Cohn, geb. Gentzen (1905–1953) A3. Die Eltern waren 1935 nach Berlin gezogen. Bärbel Cohn wurde evangelisch getauft. Ihre Eltern brachten sie in Stralsund bei ihrer Großmutter unter, wo sie illegal lebte. Zum Ende des Zweiten Weltkrieges lebte die ganze Familie in Stralsund, zuletzt im Carl-Heydemann-Ring 32. Im Jahr 1950 zog die Familie nach Westberlin. Eine Lehre zur Elektroassistentin musste Bärbel Cohn krankheitsbedingt abbrechen, eine Lehre zur Großhandelskauffrau für Flachglas und Keramik beendete sie erfolgreich. Ab 1957 arbeitete sie beim Berliner Entschädigungsamt. Sie heiratete 1959, das Ehepaar hatte einen Sohn. Nach ihrer Tätigkeit bei der Senatsverwaltung war Bärbel Beyer von 1985 bis 1992 als Mitglied der Liberalen Demokraten deren Berliner Landesvorsitzende und Stellvertretende Bundesvorsitzende. |
| Carl-Philipp Blach (1887–1946)                                 | Heilgeiststraße 89 (Lage)       | Hier arbeitete Carl-Philipp Blach Jg. 1887 Geschäft arisiert 1938 unfreiwillig verzogen 1938 Berlin 1942 Zwangsarbeit befreit                                |                        | 09.11.2017 | Carl-Philipp Blach wurde am 18. Mai 1887 in Stralsund geboren, seine Eltern waren Felix Feist Blach (1853–1933) A29 und Friedchen Blach, geb. Salomon (1859–1938) A4. Er hatte einen Bruder: Paul-Samuel Blach (1885–1944) A5. Er machte von 1904 bis 1906 eine Ausbildung bei der Firma Fürstenheimer in Berlin und arbeitete ab 1909 im Lederwaren-Geschäft seines Vaters in Stralsund, das er im Jahr 1915 übernahm. Carl-Philipp Blach heiratete am 20. Oktober 1916 Louise Blach, geb. Körbchen (1895–1935) A6, das Ehepaar hatte zwei Kinder: Hans Joachim Blach (1917–1943) und Gerd Blach (1919–1943). Nach dem Tod seiner Frau Louise im Jahr 1935 heiratete er im Juni 1935 in einer Mischehe Lisbeth Blach, geb. Krohn (1909–1985) A26; das Paar bekam zwei Kinder: Ingeborg (1938–?) und Peter (1944–?). Nachdem das Geschäft am 21. Juni 1938 geschlossen werden musste, versteckte sich die Familie auf Rügen, nach einer Denunziation floh sie nach Berlin. Dort arbeitete Carl-Philipp Blach ab 1942 bei Otto Weidt. Er starb am 16. Mai 1946 an Anämie und Hunger. Der Sender Das Erste veröffentlichte im Jahr 2022 einen Beitrag über die Recherchen zur Geschichte der Familie Blach und im Jahr 2023 einen Filmbeitrag dazu. |
| Gerd Blach (1919–1943)                                         | Heilgeiststraße 89 (Lage)       | Hier arbeitete Gerd Blach Jg. 1919 Geschäft arisiert 1938 unfreiwillig verzogen 1938 Berlin deportiert 1943 ermordet in Auschwitz                            |                        | 09.11.2017 | Gerd Blach wurde am 14. Januar 1919 in Stralsund geboren. Seine Eltern waren Carl-Philipp Blach und Louise Blach, geb. Körbchen (1895–1935) A6. Sein Bruder war Hans Joachim Blach (1917–1943). Er arbeitete im Geschäft seines Vaters als Lederwarenhändler. Blach wurde am 24. August 1943 aus Berlin, wohin die Familie nach der zwangsweisen Schließung ihres Geschäfts 1938 umziehen musste, deportiert. Der Sender Das Erste veröffentlichte im Jahr 2022 einen Beitrag über die Recherchen zur Geschichte der Familie Blach und im Jahr 2023 einen Filmbeitrag dazu. |
| Hans Joachim Blach (1917–1943)                                 | Heilgeiststraße 89 (Lage)       | Hier arbeitete Hans Joachim Blach Jg. 1917 Geschäft arisiert 1938 unfreiwillig verzogen 1938 Berlin deportiert 1943 ermordet in Auschwitz                    |                        | 09.11.2017 | Hans Joachim Blach wurde am 16. August 1917 in Stralsund geboren. Seine Eltern waren Carl-Philipp Blach und Louise Blach, geb. Körbchen (1895–1935) A6. Er war der Bruder von Gerd Blach (1919–1943). Wie sein Vater arbeitete er als Lederwarenhändler. 1942 heiratete er Ruth Blach, geb. Unger (1922–1943) A25. Hans Joachim Blach konnte Ende September 1943 noch aus einem Deportationszug fliehen, wurde aber erneut am 29. Oktober 1943 aus Berlin, wohin die Familie nach der zwangsweisen Schließung ihres Geschäfts 1938 umziehen musste, deportiert und starb am 29. Oktober 1943 in Auschwitz. An Hans Blach erinnert auch ein Stolperstein in der Berliner Fechnerstraße 17. Der Sender Das Erste veröffentlichte im Jahr 2022 einen Beitrag über die Recherchen zur Geschichte der Familie Blach und im Jahr 2023 einen Filmbeitrag dazu. |
| Margarete Blach (1876–1940)                                    | Ossenreyerstraße 53 (Lage)      | Hier wohnte Margarete Blach Jg. 1876 deportiert 1940 Piaski ermordet 30.7.1940                                                                               |                        | 23.10.2014 | Margarete Blach wurde am 30. August 1876 in Stralsund geboren. Ihre Eltern waren der Lederwarenhändler Julius Blach und Selma Blach, geb. Wallmann, die das Geschäft „Wallmann-Blach en gros“ führten. Ab dem Jahr 1883 wohnte die Familie im neu erworbenen Haus Heilgeiststraße 89. Später wohnte Margarete Blach mit ihrer Schwester Paula Süssmann (1873–1941) und deren Tochter Charlotte Süssmann (1899–1940) bei ihrer Schwester Charlotte Gertrud Joseph (1878–1943) und deren Ehemann Max Joseph (1874–1943) in der Ossenreyerstr. 53. Sie wurde am 12. Februar 1940 im Zuge der ersten, am 12. und am 13. Februar 1940 im Regierungsbezirk Stettin durchgeführten Deportation pommerscher Juden mit dem Ziel Piaski, Bełżyce und Glusk, über Stettin nach Piaski deportiert und am 30. Juli 1940 in Lublin ermordet. |
| Karl Böhm (1879–1940)                                          | Alter Markt 1–3 (Lage)          | Hier wohnte Karl Böhm Jg. 1879 deportiert 1940 ermordet in Piasky                                                                                            |                        | 25.08.2006 | Karl (auch: Carl) Böhm wurde am 16. Februar 1879 in Oppeln geboren. Seine Eltern waren Samuel Böhm und Rosalinde Böhm, geb. Rosenstein. Er hatte zwei Geschwister: Julius (* 1881) und Ella Selma (* 1886). Er war als Handlungsgehilfe tätig. Bis 1912 in der Ossenreyerstraße 56 wohnhaft, wurde er ab 1920 als selbstständiger Kaufmann mit Wohnsitz in der Mühlenstraße 9 geführt, ab 1924 wohnte er in der Badenstraße 43, ab 1934 führte er ein Kontor in der Heilgeiststraße 30. Nach der Machtergreifung der Nationalsozialisten gab er das Geschäft auf. Er wohnte ab 1936 in der Külpstraße 8. Böhm wurde am 12. Februar 1940 im Zuge der ersten, am 12. und am 13. Februar 1940 im Regierungsbezirk Stettin durchgeführten Deportation pommerscher Juden mit dem Ziel Piaski, Bełżyce und Glusk, deportiert. Im Mai 1940 wurde er, da als arbeitstauglich eingestuft, mit weiteren Männern aus Piaski in ein Arbeitslager, möglicherweise Trawniki, verschleppt. |
| Bert Cohn (1930–?)                                             | Ossenreyerstraße 21/22 (Lage)   | Hier wohnte Bert Cohn Jg. 1930 Flucht 1938 Frankreich USA überlebt                                                                                           |                        | Nov. 2010  | Bert (Bertold) Cohn wurde am 3. Mai 1930 in Stralsund geboren. Seine Eltern waren Fritz Cohn (1899–1943) und Ilse Cohn (1902–1943). Er hatte einen Bruder: Hans Cohn (1928–?). Bert Cohn wurde noch vor den Novemberpogromen 1938 von seinen Eltern zusammen mit seinem Bruder Hans Cohn nach Frankreich in ein Kinderheim der OSE, in dem auch ihr Onkel Ernst Nathan Cohn (1902–1974) A7 tätig war, geschickt. Ihm gelang die Flucht über Frankreich in die USA, wo er als Ingenieur tätig war. Bert Cohn war verheiratet und hatte zwei Kinder. Er starb in Chicago. |
| Fritz Cohn (1899–1943)                                         | Ossenreyerstraße 21/22 (Lage)   | Hier wohnte Fritz Cohn Jg. 1899 deportiert 1943 ermordet in Auschwitz                                                                                        |                        | 25.08.2006 | Fritz Adolf Wolf Joseph Cohn wurde am 14. Februar 1899 in Stralsund geboren. Seine Eltern waren Siegfried Cohn (1862–1902) A27 und Martha Bianca Cohn, geb. Kempinski (1859–1927) A27. Er hatte drei Geschwister: Charlotte Lesser, geb. Cohn (1897–1942), Heinrich David Cohn (1900–1961) A2 und Ernst Nathan Cohn (1902–1974) A7. Im Ersten Weltkrieg diente er bei der Marine. Fritz Cohn war ab dem 4. Dezember 1927 verheiratet mit Ilse Cohn, geb. Joseph (1902–1943). Das Ehepaar hatte zwei Kinder: Hans Cohn und Bert Cohn. Er war 1936 Vorsteher der Synagoge. Cohn war Geschäftsführer eines Bekleidungsgeschäfts in der Ossenreyerstraße 21/22; auf Druck der Nationalsozialisten musste er das Geschäft zunächst verpachten und im August 1939 das Haus verkaufen. Er war dann als Fürsorger in Stralsund, Chemnitz, Leipzig und Frankfurt am Main tätig. Er wurde am 11. Januar 1943 zusammen mit seiner Frau in Frankfurt am Main verhaftet, von Darmstadt aus deportiert und am 10. Februar 1943 in Auschwitz ermordet. |
| Hans Cohn (1928–?)                                             | Ossenreyerstraße 21/22 (Lage)   | Hier wohnte Hans Cohn Jg. 1928 Flucht 1938 Frankreich USA überlebt                                                                                           |                        | Nov. 2010  | Hans Cohn wurde am 7. Mai 1928 in Stralsund geboren. Seine Eltern waren Fritz Cohn (1899–1943) und Ilse Cohn (1902–1943). Er hatte einen Bruder: Bert Cohn (1930–?). Hans Cohn wurde noch vor den Novemberpogromen 1938 von seinen Eltern zusammen mit seinem Bruder Bert Cohn nach Frankreich in ein Kinderheim der OSE, in dem auch ihr Onkel Ernst Nathan Cohn (1902–1974) A7 tätig war, geschickt. Ihm gelang die Flucht über Frankreich in die USA. In den Vereinigten Staaten wurde er Soldat und später Dozent an einer Universität. Er besuchte Stralsund nach mehr als 60 Jahren Abwesenheit. Hans Cohn starb in San Francisco. |
| Hugo Cohn (1899–1940)                                          | Mönchstraße 37 (Lage)           | Hier wohnte Hugo Cohn Jg. 1899 deportiert 1940 ermordet 1940 in Piaski                                                                                       |                        | 10.07.2008 | Hugo Cohn wurde am 27. März 1899 in Damrau geboren. Seine Eltern waren David Cohn (1867–1928) A9 und Martha Cohn (1868–1940). Er hatte vier Brüder: Siegbert Cohn (1896–etwa 1940), Martin Cohn (1900–etwa 1940), Erich Cohn (1903–1930) und Max Cohn (1909–1940). Hugo Cohn war als Kaufmann tätig. Cohn wurde am 12. Februar 1940 deportiert und im selben Jahr in Piaski ermordet. |
| Ilse Cohn, geb. Joseph (1902–1943)                             | Ossenreyerstraße 21/22 (Lage)   | Hier wohnte Ilse Cohn geb. Joseph Jg. 1902 deportiert 1943 ermordet in Auschwitz                                                                             |                        | 25.08.2006 | Ilse Gerda Cohn A29, geb. Joseph, wurde am 15. Dezember 1902 in Stralsund geboren. Ihre Eltern waren Erich Joseph (1875–1940) und Clara Bertha Joseph, geb. Heymann (1886–1941). Sie hatte fünf Geschwister: Gerhard Joseph (1904–1905) A15, Marianne Förster (1907–1992) A15, Ida-Charlotte Joseph (1910–1993) A15, Herta Fraser (1917–2000) A15 und Hans-Wilhelm Joseph (1919–2000) A15. Die als Kauffrau in Stralsund Tätige war seit 4. Dezember 1927 verheiratet mit Fritz Cohn (1899–1943). Das Ehepaar hatte zwei Kinder: Hans Cohn und Bert Cohn. Sie wurde am 11. Januar 1943 zusammen mit ihrem Mann in Frankfurt am Main verhaftet, von Darmstadt aus deportiert und am 23. Februar 1943 in Auschwitz ermordet. |
| Martha Cohn, geb. Schönborn (1868–1940)                        | Mönchstraße 37 (Lage)           | Hier wohnte Martha Cohn geb. Schönborn Jg. 1868 deportiert 1940 Piaski ermordet 24.11.1940                                                                   |                        | 10.07.2008 | Martha Cohn wurde am 15. August 1871 in Nakel geboren. Ihre Eltern waren Simon Itzigsohn (1814–ca. 1883) und Ernestine Itzigsohn, geb. Schönborn (?–ca. 1883). Um das Jahr 1895 heiratete sie den Kaufmann David Cohn (1867–1928) A9. Das Ehepaar hatte fünf Söhne: Siegbert Cohn (1896–etwa 1940), Hugo Cohn (1899–etwa 1940), Martin Cohn (1900–etwa 1940), Erich Cohn (1903–1930) und Max Cohn (1909–1940). Über Bromberg kam die Familie nach Stralsund, dort ist sie erstmals 1910 verzeichnet. Nach dem Tod ihres Mannes im Jahr 1928 führte Martha Cohn das Geschäft in der Mönchstraße 37. Im Oktober 1938 musste sie das Geschäft veräußern. Sie wurde mit ihren Kindern am 12. Februar 1940 im Zuge der ersten, am 12. und am 13. Februar 1940 im Regierungsbezirk Stettin durchgeführten Deportation pommerscher Juden mit dem Ziel Piaski, Bełżyce und Glusk, deportiert, wo sie im November 1940 ermordet wurde. |
| Martin Cohn (1900–etwa 1940)                                   | Mönchstraße 37 (Lage)           | Hier wohnte Dr. Martin Cohn Jg. 1900 deportiert 1940 ermordet 1940 in Piaski                                                                                 |                        | 10.07.2008 | Martin Cohn wurde am 8. November 1900 in Damerau geboren. Seine Eltern waren David Cohn (1867–1928) A9 und Martha Cohn (1868–1940). Er hatte vier Brüder: Siegbert Cohn (1896–etwa 1940), Hugo Cohn (1899–etwa 1940), Erich Cohn (1903–1930) und Max Cohn (1909–1940). Martin Cohn besuchte das Gymnasium Stralsund, studierte in Greifswald, Rostock, Freiburg und Breslau und wurde 1933 Arzt in Stralsund; er verlor die Approbation aufgrund der nationalsozialistischen Gesetze. Im November 1938 wurde er mit etwa 30 Stralsunder Juden in das KZ Sachsenhausen gebracht, kam wieder frei und kehrte nach Stralsund zurück. Er wurde am 12. Februar 1940 im Zuge der ersten, am 12. und am 13. Februar 1940 im Regierungsbezirk Stettin durchgeführten Deportation pommerscher Juden mit dem Ziel Piaski, Bełżyce und Glusk, deportiert und im selben Jahr in Piaski ermordet. |
| Max Cohn (1909–1940)                                           | Mönchstraße 37 (Lage)           | Hier wohnte Max Cohn Jg. 1909 deportiert 1940 Piaski ermordet 30.7.1940                                                                                      |                        | 10.07.2008 | Max Cohn wurde am 13. Oktober 1909 in Bromberg geboren. Seine Eltern waren David Cohn (1867–1928) A9 und Martha Cohn (1868–1940). Er hatte vier Brüder: Siegbert Cohn (1896–etwa 1940), Hugo Cohn (1899–etwa 1940), Martin Cohn (1900–etwa 1940) und Erich Cohn (1903–1930). Er wurde am 12. Februar 1940 im Zuge der ersten, am 12. und am 13. Februar 1940 im Regierungsbezirk Stettin durchgeführten Deportation pommerscher Juden mit dem Ziel Piaski, Bełżyce und Glusk, deportiert und am 30. Juli 1940 im Ghetto Piaski ermordet. |
| Siegbert Cohn (1896–etwa 1940)                                 | Mönchstraße 37 (Lage)           | Hier wohnte Siegbert Cohn Jg. 1896 deportiert 1940 ermordet 1940 in Piaski                                                                                   |                        | 10.07.2008 | Siegbert Cohn wurde am 5. August 1896 in Damerau geboren. Seine Eltern waren David Cohn (1867–1928) A9 und Martha Cohn (1868–1940). Er hatte vier Brüder: Hugo Cohn (1899–etwa 1940), Martin Cohn (1900–etwa 1940), Erich Cohn (1903–1930) und Max Cohn (1909–1940). Siegbert Cohn war Kaufmann. Er wurde am 12. Februar 1940 im Zuge der ersten, am 12. und am 13. Februar 1940 im Regierungsbezirk Stettin durchgeführten Deportation pommerscher Juden mit dem Ziel Piaski, Bełżyce und Glusk, deportiert und 1940 im Ghetto Piaski ermordet. |
| Edmund Dorn (1905–1943)                                        | Carl-von-Essen-Straße 35 (Lage) | Hier wohnte Edmund Dorn Jg. 1905 deportiert 1943 Auschwitz ermordet Nov. 1943                                                                                |                        | 04.06.2021 | Edmund Walter Dorn wurde am 6. Februar 1905 in Breslau geboren. Er war ab dem 29. April 1929 mit Herta Johanna Dorn, geb. Lesser (1890–1943), verheiratet. Er war als Kaufmann jahrelang Abteilungsleiter bei Tietz. Die Familie zog nach Königsberg, wo am 15. April 1930 ihre Tochter Eva Dorn geboren wurde. Im Jahr 1933 zog die Familie nach Berlin, 1934 weiter nach Stralsund in die Krauthofstraße 35 (heute Carl-von-Essen-Straße). Er arbeitete als Buchhalter in der Spirituosenfabrik „Sonne“ in Richtenberg. Die Familie wurde im November 1943 deportiert; alle drei Familienangehörigen wurden 1943 im Konzentrationslager Auschwitz ermordet. |
| Eva Dorn (1930–1943)                                           | Carl-von-Essen-Straße 35 (Lage) | Hier wohnte Eva Dorn Jg. 1930 Schulverweis 1940 deportiert 1943 Auschwitz ermordet Nov. 1943                                                                 |                        | 04.06.2021 | Eva Dorn wurde am 15. April 1930 in Königsberg geboren. Sie bewohnte mit ihren Eltern Edmund Dorn (1905–1943) und Herta Dorn (1890–1943) die erste Etage des Hauses Krauthofstraße 35 (heute Carl-von-Essen-Straße). Im Jahr 1940 wurde sie, neun Jahre alt, von der Lambert-Steinwich-Schule entlassen, die Schule vermerkte dazu „Laut Verfügung der Regierung entlassen, da jüdisch.“ Die Familie wurde 1943 deportiert; alle drei Familienangehörigen wurden im November 1943 im Konzentrationslager Auschwitz ermordet. |
| Herta Dorn, geb. Lesser (1890–1943)                            | Carl-von-Essen-Straße 35 (Lage) | Hier wohnte Herta Dorn geb. Lesser Jg. 1890 deportiert 1943 Auschwitz ermordet Nov. 1943                                                                     |                        | 04.06.2021 | Herta Johanna Dorn, gb. Lesser, wurde am 19. September 1890 in Jersitz geboren. Sie war ab dem 29. April 1929 mit Edmund Dorn (1905–1943) verheiratet. Das Ehepaar hatte eine Tochter: Eva Dorn (1930–1943). In Stralsund, wohin sie im Jahr 1934 zogen, lebte sie in der Krauthofstraße (heute Carl-von-Essen-Straße). Die Familie wurde 1943 deportiert; alle drei Familienangehörigen wurden im November 1943 im Konzentrationslager Auschwitz ermordet. |
| Sabine Eckdisch, geb. Brantwein (oder Brandwein) (1878–1940)   | Frankenstraße 11 (Lage)         | Hier wohnte Sabine Eckdisch geb. Brantwein Jg. 1885 deportiert 1940 ermordet 5.6.1941 in Piaski                                                              |                        | 18.09.2007 | Sabine (auch: Syma) Eckdisch, geb. Brantwein oder Brandwein, wurde am 30. Juli 1878 oder 1879 in Zamość geboren. Ihre Eltern waren Judko Brandwein (1830–1922) Frieda Brandwein, geb. Fischel (1859–1942). Sie war ab etwa 1908 verheiratet mit Salomon Eckdisch (1883–1940). Das Ehepaar hatte drei Kinder: Pinkus (Paul) Eckdisch (1909–2000) A8, Max Eckdisch (1910–1984) A8 und Martin Eckdisch (1916–1979) A8. Sabine Eckdisch wurde am 12. Februar 1940 zusammen mit ihrem Ehemann deportiert und am 5. Juni 1941 in Piaski ermordet. |
| Salomon Eckdisch (1883–1940)                                   | Frankenstraße 11 (Lage)         | Hier wohnte Salomon Eckdisch Jg. 1883 deportiert 1940 ermordet in Piaski                                                                                     |                        | 18.09.2007 | Salomon David Schlioma Eckdisch wurde am 5. Dezember 1883 in Hrubieszów oder Oserjany geboren. Seine Eltern waren Pinkwas Eckdisch (1857–1902) und Perla Eckdisch (1859–?). Er hatte sechs Geschwister: Aron Eckdisch (1878–?), Bina Dwojra (1881–?), Baila Zlata (1888–?), Abraham (1891–?), Jakob Zelman (1893–1894) und Szaja Wolf Eckdisch (1895–1896). Ab etwa 1908 war er in Stralsund ansässig. Er war seit etwa 1908 verheiratet mit Sabine Eckdisch, geborene Brantwein (1878–1943). Sie hatten drei Kinder: Pinkus (Paul) Eckdisch (1909–2000) A8, Max Eckdisch (1910–1984) A8 und Martin Eckdisch (1916–1979) A8. Sein Geschäft, ein Konfektions- und Schuhhandel und Pfandleihgeschäft in der Frankenstraße 11, war Ziel der Angriffe in der Reichspogromnacht. Salomon Eckdisch wurde am 12. Februar 1940 zusammen mit seiner Ehefrau deportiert und am 3. September 1940 in Piaski ermordet. |
| Eugen Fenyves (1889–1945)                                      | Ossenreyerstraße 41 (Lage)      | Hier wohnte Eugen Fenyves Jg. 1889 Flucht 1938 Ungarn in Budapest von Pfeilkreuzlern ermordet 12.1.1945                                                      |                        | 04.06.2021 | Eugen Jenő Fenyves Feiner wurde am 13. August 1889 in Budapest geboren. Seine Eltern waren Karl-Joachim Feiner (ungarisiert Fenyves) und Sarah Feiner, geb. Schnitzer. Er studierte Geige und Komposition an der Budapester Musikakademie und war ab 1913 in Berlin, von 1919 bis 1927 in Stralsund engagiert. Am Stralsunder Theater war er erster Kapellmeister. Er heiratete am 14. April 1920 Helene Pietrula (* 1884 oder 1891). Das Ehepaar wohnte in der Ossenreyerstr. 41. Nach 1938 unterrichtete Eugen Fenyves Theorie und Kammermusik am Konservatorium Budapest. Wegen der andauernden Verfolgung im NS-Staat nach Ungarn geflohen, wurde er dort am 12. Januar 1945 von Anhängern der Pfeilkreuzler ermordet. |
| Cilly Fliesswasser (1935–1942)                                 | Frankenstraße 30 (Lage)         | Hier wohnte Cilly Fliesswasser Jg. 1935 deportiert 1942 ermordet 1942 in Auschwitz                                                                           |                        | 15.06.2009 | Cilly (Caecilia) Fliesswasser wurde am 7. September 1935 in Stralsund geboren. Ihre Eltern waren Hermann Fliesswasser (1900–1942) und Olga Fliesswasser, geb. Schwarz (1903–1937) A11. Cilly Fliesswasser hatte einen Bruder, Wolfgang Fliesswasser (1928–2015), sowie vier Halbgeschwister aus der ersten Ehe ihrer Stiefmutter Nycha Fliesswasser: Jakob (1920–1986) A10, Bernhard (1922–1988) A10, Adolf/Ali Abraham (1925–?) A10 und Cilly Regina (1929–1942) A10. 1938 sollte die Familie (Hermann, Nycha, Cilly und Cilly Regina) aus Deutschland nach Polen abgeschoben werden, wurde aber abgewiesen und floh nach Belgien; dort wurde die Familie später ins Sammellager Mechelen deportiert und von dort am 26. September 1942 nach Auschwitz. Cilly Fliesswasser wurde 1942 in Auschwitz ermordet. |
| Frieda Fliesswasser (1932–?)                                   | Frankenstraße 70 (Lage)         | Hier wohnte Frieda Fliesswasser Jg. 1932 'Polenaktion‘ 1938 Schicksal nie geklärt                                                                            |                        | 28.06.2023 | Frieda Fliesswasser wurde am 17. Januar 1932 in Stralsund geboren, ihre Eltern waren Osias Fliesswasser (* 1902) und Malka Fliesswasser, geb. Bokser (* 1904). Ihr Bruder war Heinz Benno Fliesswasser (* 1937). Die Familie führte in ihrem Haus in der Frankenstraße 70 einen Handel mit Altwaren. Sie wurde am 26. Oktober 1938 nach Polen abgeschoben (siehe Polenaktion). |
| Heinz-Benno Fliesswasser (1937–?)                              | Frankenstraße 70 (Lage)         | Hier wohnte Heinz Benno Fliesswasser Jg. 1937 ‚Polenaktion‘ 1938 Schicksal nie geklärt                                                                       |                        | 28.06.2023 | Heinz-Benno Fliesswasser wurde am 1. Oktober 1937 in Stralsund geboren, seine Eltern waren Osias Fliesswasser (* 1902) und Malka Fliesswasser, geb. Bokser. Seine Schwester war Frieda Fliesswasser (1932–?). Die Familie führte in ihrem Haus in der Frankenstraße 70 einen Handel mit Altwaren. Sie wurde am 26. Oktober 1938 nach Polen abgeschoben. |
| Hermann Fliesswasser (1900–1942)                               | Frankenstraße 30 (Lage)         | Hier wohnte Hermann Fliesswasser Jg. 1900 deportiert 1942 Auschwitz ermordet 1.9.1942                                                                        |                        | 15.06.2009 | Der am 12. Januar 1900 in Krzeszów geborene Hermann Tzivi Fliesswasser war Kaufmann. Seine Eltern waren Wolfa Fliesswasser und Frymety Fliesswasser, geb. Leberow, aus Krzeszów. Er hatte zwei Brüder: Joseph Fliesswasser (1886–?) und Osias Fliesswasser (1902–?). Hermann Fliesswasser war in erster Ehe verheiratet mit Olga Fliesswasser, geb. Schwarz (1903–1937) A11. Mit ihr hatte er die Kinder Wolfgang Fliesswasser (1928–2015) und Cilly Fliesswasser (1935–1942). Er heiratete am 20. Dezember 1937 in Stralsund Nycha Grossmann, geb. Kramkinal. Er war Adoptivvater von Cilly Regina Fliesswasser A10. 1938 sollte die Familie (Hermann, Nycha, Cilly Regina und Cilly) aus Deutschland nach Polen abgeschoben werden, wurde aber abgewiesen und floh nach Belgien; dort wurde die Familie später ins Sammellager Mechelen deportiert und von dort am 26. September 1942 nach Auschwitz. Hermann Fliesswasser wurde am 1. September 1942 in Auschwitz ermordet. |
| Malka Fliesswasser geb. Bokser (1904–?)                        | Frankenstraße 70 (Lage)         | Hier wohnte Malka Fliesswasser Jg. 1904 ‚Polenaktion‘ 1938 Schicksal nie geklärt                                                                             |                        | 28.06.2023 | Malka Fliesswasser, geb. Bokser, wurde am 9. November 1904 in Krzeszów geboren. Sie war ab 17. August 1931 mit Osias Fliesswasser (1902–?) verheiratet. Ihre in Stralsund geborenen Kinder waren Frieda Fliesswasser (1932–?) und Heinz-Benno Fliesswasser (1937–?). Die Familie führte in ihrem Haus in der Frankenstraße 70 einen Handel mit Altwaren. Sie wurde am 26. Oktober 1938 nach Polen abgeschoben. |
| Nycha Fliesswasser, geb. Kramkinal, verw. Großmann (1895–1942) | Frankenstraße 30 (Lage)         | Hier wohnte Nycha Fliesswasser geb. Kramkinal Jg. 1895 deportiert 1942 Auschwitz ermordet 26.9.1942                                                          |                        | 15.06.2009 | Die am 18. oder 30. November 1895 in Warschau geborene Nycha (Gisela) Fliesswasser, geb. Kramkinal, war zunächst mit Benjamin Grossmann (1893–1936) verheiratet. Aus der Ehe stammten die Kinder Jakob (1920–1986) A10, Bernhard (1922–1988) A10, Adolf/Ali Abraham (1925–?) A10 und Cilly Regina (1929–1943) A10. Am 20. Dezember 1937 heiratete sie in Stralsund Hermann Fliesswasser (1900–1942). 1938 sollte die Familie (Hermann, Nycha, Cilly Regina und Cilly) aus Deutschland nach Polen abgeschoben werden, wurde aber abgewiesen und floh nach Belgien; dort wurde die Familie später ins Sammellager Mechelen deportiert und von dort am 26. September 1942 nach Auschwitz. Nycha Fliesswasser wurde am 28. September 1942 in Auschwitz ermordet. |
| Szyta ‚Osias‘ Fliesswasser (1902–?)                            | Frankenstraße 70 (Lage)         | Hier wohnte Syzata ‚Osias‘ Fliesswasser Jg. 1902 ‚Polenaktion‘ 1938 Schicksal nie geklärt                                                                    |                        | 28.06.2023 | Syzat ‚Osias‘ Fliesswasser wurde am 5. September 1902 in Krzeszów geboren. Seine Eltern waren Wolfa Fliesswasser und Frymety Fliesswasser, geb. Leberow, aus Krzeszów, er hatte zwei Brüder: Joseph Fliesswasser (1886–?) und Hermann Fliesswasser (1900–1942). Er war ab 17. August 1931 mit Malka Bokser (1904–?) verheiratet. Ihre in Stralsund geborenen Kinder waren Frieda Fliesswasser (1932–?) und Heinz-Benno Fliesswasser (1937–?). Die Familie führte in ihrem Haus in der Frankenstraße 70 einen Handel mit Altwaren. Sie wurde am 26. Oktober 1938 nach Polen abgeschoben. Szyta Fliesswasser kehrte im Juli 1939 zur Abwicklung seiner Geschäfte nach Stralsund zurück und wurde am 16. August 1939 nach Warschau abgeschoben. |
| Wolfgang Ludwig Fliesswasser (1928–2015)                       | Frankenstraße 30 (Lage)         | Hier wohnte Wolfgang Ludwig Fliesswasser Jg. 1928 Kindertransport 1938 England                                                                               |                        | 28.06.2023 | Wolfgang Zeev (Ludwig) Fliesswasser wurde am 23. Oktober 1928 in Stralsund geboren. Seine Eltern waren Hermann Fliesswasser (1900–1942) und Olga Fliesswasser, geb. Schwarz (1903–1937) A11. Seine Schwester war Caecilia „Cilly“ Fliesswasser (1935–1942), seine Stiefbrüder Jakob (1920–1986) A10, Bernhard (1922–1988) A10 und Ali Abraham (1925–?) A10, seine Halbschwester Cilly Regina (1929–1942) A10. Wolfgang Fliesswasser kam im Jahr 1938 mit einem Kindertransport nach England und wurde von einer englischen Familie adoptiert. Die übrige Familie Fliesswasser wurde am 28. Oktober 1938 nach Polen abgeschoben, jedoch ohne Pass an der Grenze abgewiesen; die Familie floh nach Belgien. Von dort wurde die Familie nach der deutschen Besetzung Belgiens ins Sammellager Mechelen deportiert und am 26. September 1942 nach Auschwitz. Nach dem Krieg wanderte Wolfgang Fliesswasser nach Israel aus. Er war verheiratet mit Rachel Bachar (1928–2014), das Paar hatte zwei Kinder: Gila und Roni Fliesswasser. Wolfgang Fliesswasser starb am 2. Juni 2015 in Kirjat Jam. |
| Adolph Gerson (1870–1938)                                      | Tribseer Straße 22 (Lage)       | Hier wohnte Adolph Gerson Jg. 1872 enteignet 1938 gedemütigt / drangsaliert tot 1938                                                                         |                        | 25.08.2006 | Der am 3. April 1872 in Stralsund geborene Adolph (auch: Adolf) Gerson war Kaufmann und Kohlenhändler. Sein Vater war Nathan Gerson (1828–1902). Adolph Gerson hatte drei Geschwister: Hermann A24, Helene Gerson (1870–1940) A12 und Hedwig. Die Familie Gerson war seit 1735 in Stralsund ansässig. Adolph Gerson besaß den Wohnsitz Knieperwall 14, den Speicher im Katharinenberg 30 und die Häuser Tribseer Damm 53, Henning-Mörder-Straße 3 und Tribseer Straße 22. Er war verheiratet mit Johanna Gerson, geb. Kuhnreuter (1885–1943), und Vater von Nathaniel (Natan) Gerson (1920–1943). Er wurde im Jahr 1938 enteignet und starb am 18. November 1938 an Herzversagen. |
| Felix Gerson (1908–1943)                                       | Mönchstraße 31 (Lage)           | |                        | 06.09.2024 | Felix Rolf Heinz Gerson wurde am 27. November 1908 in Stralsund geboren. Seine Eltern waren der Papier- und Büromaschinenhändler Hermann Gerson (1869–1932) A24 und Agnes Miethe (1886–1963) A24, er hatte eine Schwester (Edith Quietsch (1911–1962)) und einen Bruder (Gerhard Gerson (1907–1942)). Er war als gelernter Kaufmann für Papierwaren und Büromaschinen im elterlichen Geschäft tätig, zunächst im Außendienst; im Herbst 1938 wurde ihm der dafür notwendige Wandergewerbeschein aufgrund seiner jüdischen Herkunft entzogen. Felix Gerson hatte am 20. April 1937 seinen Austritt aus der jüdischen Gemeinde erklärt, er lebte seit 1932 als Freidenker in Berlin. Er kehrte nach Stralsund zurück, arbeitete im Geschäft und lebte im Haus der seit 1932 verwitweten Mutter. Kurz nach den Novemberpogromen 1938 wurde er, wie auch sein Bruder, in das KZ Sachsenhausen gebracht, am 12. Dezember 1938 kehrten beide nach ihrer Entlassung von dort nach Stralsund zurück. Er lebte kurzzeitig in Götemitz und in Glewitz Fähre. Er wurde im Jahr 1942 mit Lungentuberkulose in die Landesheilanstalt Ückermünde gebracht, von dort im November 1943 in das KZ Auschwitz deportiert und dort ermordet. |
| Gerhard Gerson (1907–1942)                                     | Mönchstraße 31 (Lage)           | Hier wohnte Gerhard Gerson Jg. 1907 'Schutzhaft' 1938 KZ Sachsenhausen deportiert 1941 Łodz/Litzmannstadt ermordet 4.4.1942                                  |                        | 06.09.2024 | Gerhard Erwin Günther Gerson wurde am 17. Dezember 1907 in Stralsund geboren. Seine Eltern waren der Papier- und Büromaschinenhändler Hermann Gerson (1869–1932) A24 und Agnes Miethe (1886–1963) A24, er hatte eine Schwester (Edith Quietsch (1911–1962)) und einen Bruder (Felix Gerson (1907–1943)). Er war als gelernter Kaufmann für Papierwaren und Büromaschinen im elterlichen Geschäft tätig, nach dem Tode seines Vaters noch als kaufmännischer Angestellter mit Wandergewerbeschein im Außendienst, später auch selbst als Geschäftsführer; nach 1938 durfte er den Wandergewerbeschein nicht mehr führen. Kurz nach den Novemberpogromen 1938 wurde er, wie auch sein Bruder, in das KZ Sachsenhausen gebracht, am 12. Dezember 1938 kehrten beide nach ihrer Entlassung von dort nach Stralsund zurück. Gerhard Gerson wurde zur Zwangsarbeit eingezogen und beim Bau der Straße zwischen Stralsund und Grimmen eingesetzt. Ab 1939 lebte er in Berlin. Am 24. Oktober 1941 wurde er in das Sammellager Litzmannstadt deportiert, wo er am 4. April 1942 ermordet wurde. |
| Johanna Gerson, geb. Kuhnreuter (1885–1943)                    | Tribseer Straße 22 (Lage)       | Hier wohnte Johanna Gerson geb. Kuhnreuter Jg. 1885 deportiert Auschwitz ermordet 1942                                                                       |                        | 15.06.2009 | Die am 30. August 1885 in Frankfurt am Main geborene Johanna Gerson, geb. Kuhnreuter, war ab 1919 die Ehefrau von Adolph Gerson (1872–1938) und wurde 1920 Mutter von Nathaniel (Natan) Gerson. Nach der Enteignung und dem Tod ihres Mannes im Jahr 1938 blieb sie noch bis 1940 in Stralsund. Sie verkaufte die Grundstücke Henning-Mörder-Straße 3 und Tribseer Straße 22 und Knieperwall 14. Das Haus Tribseer Damm 53 zu verkaufen, wurde ihr von den Behörden untersagt, es sollte als „Judenhaus“ dienen. Sie floh dann mit dem Sohn nach Berlin. Sie wurde deportiert und im Jahr 1942 in Auschwitz ermordet; eine andere Quelle nennt den 19. Februar 1943 als Datum der Deportation (die Kennkartennummern B00019 für Johanna und 738658 für Nathan standen demnach auf der Liste des Transports Nr. 29 ab Berlin) und das Jahr 1943 als Todesjahr. |
| Natan Gerson (1920–1942)                                       | Tribseer Straße 22 (Lage)       | Hier wohnte Natan Gerson Jg. 1920 deportiert Auschwitz ermordet 1942                                                                                         |                        | 15.06.2009 | Der am 27. Juli 1920 in Stralsund geborene Nathaniel (Natan) Heinrich Gerson war der Sohn von Adolph Gerson (1872–1938) und Johanna Gerson, geb. Kuhnreuter (1885–1943). Nach der Enteignung und dem Tod seines Vaters im Jahr 1938 blieb er noch bis 1940 in Stralsund, floh dann mit der Mutter nach Berlin. Er wurde deportiert und im Jahr 1942 in Auschwitz ermordet; eine andere Quelle nennt den 19. Februar 1943 als Datum der Deportation (die Kennkartennummern B00019 für Johanna und 738658 für Nathan standen demnach auf der Liste des Transports Nr. 29 ab Berlin) und das Jahr 1943 als Todesjahr. |
| Anna Guss, geb. Kempler (1904–1940)                            | Badenstraße 41 (Lage)           | Hier wohnte Anna Guss geb. Kempler Jg. 1904 deportiert 1940 Piaski ermordet 5.6.1941                                                                         |                        | Nov. 2010  | Anna Guss, geb. Kempler, wurde am 3. Oktober 1904 in Krakau geboren. Sie war die Ehefrau von Hans (Hirsch) Guss (1901–1941) und Mutter von Vera Guss (1932–1941) und Ruth Guss (1936–1941). Sie wurde zusammen mit ihrer Familie am 12. Februar 1940 deportiert und am 5. Juni 1941 in Piaski ermordet. Auch ihre Mutter, Sara Kempler, geb. Pufeles (1878–1941), wurde nach Piaski deportiert, wo sie am 5. Juni 1941 ermordet wurde. |
| Hans (Hirsch) Guss (1901–1941)                                 | Badenstraße 41 (Lage)           | Hier wohnte Hirsch Guss Jg. 1901 deportiert 1940 Piaski ermordet 5.6.1941                                                                                    |                        | Nov. 2010  | Der am 12. Dezember 1901 in Kulm geborene Hans (Hirsch) Guss war der Ehemann von Anna Guss (1901–1941) und Vater von Vera Guss (1932–1941) und Ruth Guss (1936–1941). Der Kaufmann wurde zusammen mit seiner Familie am 12. Februar 1940 deportiert und am 5. Juni 1941 in Piaski ermordet. |
| Ruth Guss (1936–1941)                                          | Badenstraße 41 (Lage)           | Hier wohnte Ruth Guss Jg. 1936 deportiert 1940 Piaski ermordet 5.6.1941                                                                                      |                        | Nov. 2010  | Die am 26. Februar 1936 in Stralsund geborene Ruth Guss war die Tochter von Hans (Hirsch) Guss und Anna Guss (1901–1941) sowie Schwester von Vera Guss (1932–1941). Sie wurde zusammen mit ihrer Familie am 12. Februar 1940 deportiert und am 5. Juni 1941 in Piaski ermordet. |
| Vera Guss (1932–1941)                                          | Badenstraße 41 (Lage)           | Hier wohnte Vera Guss Jg. 1932 deportiert 1940 Piaski ermordet 5.6.1941                                                                                      |                        | Nov. 2010  | Die am 16. November 1932 in Stralsund geborene Vera Guss war die Tochter von Hans (Hirsch) Guss und Anna Guss (1901–1941) sowie Schwester von Ruth Guss (1936–1941). Sie wurde zusammen mit ihrer Familie am 12. Februar 1940 deportiert und am 5. Juni 1941 in Piaski ermordet. |
| Johanna Guttmann, geb. Kiwi (1873–?)                           | Tribseer Straße 26 (Lage)       | Hier wohnte Johanna Guttmann geb. Kiwi Jg. 1873 deportiert 1942 Piaski ermordet                                                                              |                        | Nov. 2010  | Die am 29. April 1873 in Kempen geborene Johanna Guttmann, geb. Kiwi, war seit 1896 die Ehefrau von Julius Guttmann. Das Paar hatte drei Söhne: Georg (1897–?) A13, Jakob (1900–?) A13 und Martin (1904–1976) A13. Johanna Guttmann wurde am 12. Februar 1940 zusammen mit ihrem Ehemann deportiert und in Piaski ermordet. |
| Julius Guttmann (1872–?)                                       | Tribseer Straße 26 (Lage)       | Hier wohnte Julius Guttmann Jg. 1872 deportiert 1942 Piaski ermordet                                                                                         |                        | Nov. 2010  | Julius Guttmann wurde am 27. April 1872 in Kempen geboren. Seine Eltern waren Samuel Isaac Guttmann und Paula Gutmann. Er hatte zwei Brüder: Siegfried Guttmann und Wolff Guttmann. Julius Guttmann war Kaufmann; er besaß eine Glas-, Porzellan- und Steinguthandlung. Johanna Guttmann, geb. Kiwi, war seit 1896 seine Ehefrau. Das Paar hatte drei Söhne: Georg (1897–?) A13, Jakob (1900–?) A13 und Martin (1904–1976) A13. Ab 1911 lebte die Familie in Stralsund. Julius Guttmann wurde am 12. Februar 1940 zusammen mit seiner Ehefrau deportiert und in Piaski ermordet. |
| Käthe Hirsch (1889–1948)                                       | Mönchstraße 31 (Lage)           | Hier wohnte Käthe Hirsch Jg. 1889 ausggegrenzt/drangsaliert unfreiwillig verzogen Berlin überlebt                                                            |                        | 06.09.2024 | Käthe Wilhelmine Berta Anna Hirsch, geb. Lorenz, kam am 28. Oktober 1889 in Graudenz zur Welt, ihre Eltern waren der Kaufmann Hermann Lorenz und Bertha Katherine Christine Josefine Lorenz, geb. Copius; sie wurde evangelisch getauft. Die Verkäuferin war seit dem 26. August 1915 Ehefrau von Simon Hirsch (1880–1942) und Mutter von Werner Hirsch (1920–1990). Nach der Entlassung ihres Ehemannes im Herbst 1935 zog sie nach Berlin, wo auch ihr Sohn Werner bei der Schwester von Simon Hirsch, Sara Seide (1875–1943), lebte, und war dort als Verkäuferin tätig. Sie starb am 26. März 1948 in Berlin-Neukölln. |
| Simon Hirsch (1880–1948)                                       | Mönchstraße 31 (Lage)           | Hier wohnte Simon Hirsch Jg. 1880 gedemütigt/entrechtet tot 3. Mai 1942                                                                                      |                        | 06.09.2024 | Simon Hirsch stammte aus Neustadt bei Pinne, wo er am 13. April 1880 geboren wurde; seine Eltern waren Leib Hirsch (1835–1881) und dessen zweite Ehefrau Dora Hirsch, geb. Karger (1850–1902). Eine Schwester war Sara Seide, geb. Hirsch (1875–1943). Er zog im Jahr 1905, wo er zunächst als Handlungsgehilfe tätig war. Simon Hirsch war lange Zeit im Warenhaus von Leonhard Tietz in der Ossenreyerstraße 19 als Abteilungsleiter beschäftigt. In Stralsund heiratete er am 26. August 1915 Käthe Lorenz (1889–1948). Sie hatten zusammen einen Sohn: Werner Hirsch (1920–1990). Die Familie wohnte zunächst in der Kleinschmiedstraße (Nr. 7), ab 1923 in der Barther Straße (Nr. 55). Ab 1934 war Simon Hirsch im Vorstand der jüdischen Gemeinde tätig. Im Herbst 1935 wurde er wegen seiner jüdischen Abstammung aus dem mittlerweile „arisierten“ Warenhaus entlassen. Sein Sohn und seine Frau zogen nach Berlin. Er selbst lebte ab 1939 im Haus der Familie Gerson in der Mühlenstraße (Nr. 31). Krank geworden, starb er am 3. Mai 1942 im Städtischen Krankenhaus Stralsund. |
| Werner Hirsch (1920–1990)                                      | Mönchstraße 31 (Lage)           | Hier wohnte Werner Hirsch Jg. 1920 unfreiwillig verzogen Berlin verhaftet 1943 Fabrikaktion entlassen/überlebt                                               |                        | 06.09.2024 | Werner Hirsch war der Sohn von Käthe Hirsch (1889–1948) und Simon Hirsch (1880–1942); er wurde am 4. Februar 1920 in Stralsund geboren. Nach der Entlassung seines Vaters im Herbst 1935 zog er nach Berlin zur Schwester seines Vaters, Sara Seide (1875–1943). Er war Ende der 1930er Jahre als Dolmetscher und Kantor in einer Synagoge in Berlin tätig. Im Zuge der „Fabrikaktion“ wurde Werner Hirsch im Februar 1943 verhaftet; nach Protest der Angehörigen, darunter Käthe Hirsch, wurde er entlassen. Er war nach dem Zweiten Weltkrieg zwei Mal verheiratet (mit Ruth Jacobi (1916–2004) und Gloria Raue (1929–?)) und hatte drei Kinder; er wohnte in Berlin, dann in Frankfurt am Main und später in Maxdorf. Am 28. September 1990 starb er in Leer. |
| John Horneburg (1860–1951)                                     | Semlower Straße 1 (Lage)        | Hier wohnte John Horneburg Jg. 1860 gedemütigt/entrechtet unfreiwillig verzogen 1940 Hamburg überlebt                                                        |                        | 06.09.2024 | John Ely Horneburg kam am 5. August 1860 in New York zur Welt. Seine Eltern waren Lasse Philipp Horneburg und Sophie Horneburg, geb. Selke. Der Vater stammte ursprünglich aus Hamburg. Die Familie zog zurück nach Deutschland, als John Horneburg noch Kind war. Horneburg wurde Polsterer und Tapezierer. Ab 1884 war er in Bergen auf Rügen als Fotograf tätig, in Göhren hatte er ein Fotogeschäft. Auch im Handel mit Antiquitäten war er aktiv und hatte dabei auch Kontakt mit dem Provinzialmuseum für Neuvorpommern und Rügen. Im Jahr 1888 heiratete er Karoline Mars (1864–1947). Ab 1918 war die Familie in Stralsund ansässig, wo John Horneburg ein Antiquitätengeschäft in der Semlower Straße betrieb. In der Mühlenstraße erwarb er ein Wohnhaus. Zehn Kinder A30 hatte das Ehepaar, wie die Mutter Karoline Horneburg wurden auch sie evangelisch getauft. Horneburg setzte sich immer wieder bei den nationalsozialistischen Behörden gegen die Unterdrückung ein. Nachdem er wegen der Verordnung zur Ausschaltung der Juden aus dem deutschen Wirtschaftsleben im Jahr 1938 sein Geschäft aufgeben und letztlich auch seine beiden Stralsunder Häuser verkaufen musste, siedelten John und Karoline Horneburg im März 1940 nach Hamburg über, nach Kriegsende kamen sie zurück und lebten bis zu ihrem Tod im Göhrener Haus. John Ely Horneburg starb am 21. Februar 1951. |
| Karoline Horneburg (1864–1947)                                 | Semlower Straße 1 (Lage)        | Hier wohnte Karoline Horneburg geb. Mars Jg. 1864 ausgegrenzt/drangsaliert unfreiwillig verzogen 1940 Hamburg überlebt                                       |                        | 06.09.2024 | Karoline Friederike Johanne Horneburg, geb. Mars, stammte aus Sagard, wo sie am 2. Juli 1864 geboren wurde. Sie war evangelisch getauft. Im Jahr 1888 heiratete sie John Horneburg (1860–1951), das Paar hatte zehn Kinder, A30 wie die Mutter Karoline Horneburg wurden auch sie evangelisch getauft. Ab 1918 war die Familie in Stralsund ansässig, sie siedelte im März 1940 nach Hamburg über, kam nach Kriegsende zurück und lebte bis zum Tode in Göhren. Karoline Horneburg starb 1947. |
| Charlotte Gertrud Joseph, geb. Blach (1878–1943)               | Ossenreyerstraße 53 (Lage)      | Hier wohnte Charlotte Gertud Joseph geb. Blach Jg. 1878 deportiert Sobibor ermordet 23.7.1943                                                                |                        | 23.10.2014 | Die am 20. März 1878 in Berlin geborene Charlotte Gertrud Joseph, geb. Blach, war Tochter von Julius und Selma Blach, geb. Wallmann. Sie hatte fünf Geschwister: Paula, Ernst, Margarete, Else und Friedrich. Am 6. Februar 1903 heiratete sie den Kaufmann Max Joseph, mit dem sie zwei Kinder hatte: Martin (1903–1974) A14 und Rosemarie (1910–2003). 1938 verließ die Familie Stralsund in Richtung Niederlande. Am 10. März 1939 flohen Gertrud, Max und Rosemarie Joseph von Den Haag nach Hilversum; das Ehepaar wurde allerdings nach Westerbork verbracht und später nach Sobibor deportiert, wo sie am 23. Juli 1943 ermordet wurden; eine andere Quelle nennt den 20. Juni 1943 als Datum der Deportation und den 23. Juni 1943 als Todestag. |
| Clara Bertha Joseph, geb. Heymann (1886–1941)                  | Langenstraße 69 (Lage)          | Hier wohnte Clara Bertha Joseph geb. Heymann Jg. 1886 deportiert 1940 Lublin ermordet 15.4.1941                                                              |                        | 18.09.2017 | Clara Bertha (auch: Klara Berta) Joseph, geb. Heymann, wurde am 24. Juni 1886 (oder 1880) in Königsberg geboren. Sie war ab 1901 die Ehefrau von Erich Joseph (1875–1940). Das Ehepaar hatte die Kinder Ilse-Gerda Cohn (1902–1943), Gerhard Joseph (1904–1905) A15, Marianne Förster (1907–1991/1992) A15, Ida-Charlotte (1910–1993) A15, Herta Fraser (1917–2000/2011) A15 und Hans-Wilhelm Joseph (1919–2000) A15. Sie wurde am 12. Februar 1940 deportiert und am 15. April 1941 in Lublin ermordet. |
| Erich Joseph (1875–1940)                                       | Langenstraße 69 (Lage)          | Hier wohnte Erich Joseph Jg. 1875 deportiert 1940 ermordet 1940 in Piaski                                                                                    |                        | 18.09.2017 | Der am 21. August 1875 in Stralsund geborene Erich Joseph war der älteste Sohn von Moritz Joseph und dessen Ehefrau Ida Jacoby. Der Kaufmann betrieb im Haus Fährstraße 19 einen Großhandel mit technischen Ausrüstungen für den Lebensmittelhandel; nach dem Konkurs Ende der 1920er Jahre war er als Handelsvertreter tätig. Er war seit 1901 mit Clara Joseph, geb. Heymann, verheiratet. Das Ehepaar hatte sechs Kinder: Ilse-Gerda Cohn (1902–1943), Gerhard Joseph (1904–1905) A15, Marianne Förster (1907–1991/1992) A15, Ida-Charlotte (1910–1993) A15, Herta Fraser (1917–2000/2011) A15 und Hans-Wilhelm Joseph (1919–2000) A15. Erich Joseph war Freimaurer in der Stralsunder Loge „Zur Sundia“. Das Haus An den Bleichen 31 musste die Familie Ende der 1938 verlassen. Erich Joseph wurde am 12. Februar 1940 zusammen mit seiner Ehefrau deportiert und im selben Jahr in Lublin ermordet. |
| Gertrud Joseph, geb. Leske (1880–?)                            | Külpstraße 15 (Lage)            | Hier wohnte Gertrud Joseph geb. Leske Jg. 1880 deportiert Piaski ermordet 1942                                                                               |                        | 15.06.2009 | Gertrud(e) Joseph, geb. Leske, wurde am 10. Juli 1880 in Anklam geboren. Ihre Mutter war Sally Leske. Sie war verheiratet mit Eugen Joseph (1883–1915), der im Ersten Weltkrieg fiel. Das Ehepaar hatte drei Kinder: Irmgard (1909–2007), Kurt (1911–1985) und Eugen (1915–1997). Sie wurde am 12. Februar 1940 deportiert; mit Datum 1. Mai 1945 wurde sie für tot erklärt. |
| Hans Wilhelm Joseph (1919–2000)                                | Langenstraße 69 (Lage)          | Hier wohnte Hans Wilhelm Joseph Jg. 1919 Flucht 1939 England überlebt                                                                                        |                        | Nov. 2010  | Der am 7. April 1919 in Stralsund geborene Hans Wilhelm Joseph war Bäcker. Er war verheiratet mit Miriam Jacobs (1919–?), mit der er zwei Kinder hatte. Er flüchtete im Jahr 1939 nach England, überlebte die Shoah und starb im Jahr 2000 in London. |
| Max Joseph (1874–1943)                                         | Ossenreyerstraße 53 (Lage)      | Hier wohnte Max Joseph Jg. 1874 deportiert Sobibor ermordet 23.7.1943                                                                                        |                        | 23.10.2014 | Der am 4. August 1874 in Stralsund geborene Max Joseph war Kaufmann. Nach dem Tod seines Vaters Moritz Joseph (1844–1895) übernahm er das Familiengeschäft in der Ossenreyerstraße 53. Er war seit 6. Februar 1903 verheiratet und hatte mit seiner Frau Charlotte Joseph, geb. Blach, zwei Kinder: Martin (1903–1974) A14 und Rosemarie (1910–2003). 1938 verließ die Familie Stralsund in Richtung Niederlande. Am 10. März 1939 flohen Gertrud, Max und Rosemarie Joseph von Den Haag nach Hilversum; das Ehepaar wurde allerdings nach Westerbork verbracht und später nach Sobibor deportiert, wo sie am 23. Juli 1943 ermordet wurden; eine andere Quelle nennt den 20. Juni 1943 als Datum der Deportation und den 23. Juni 1943 als Todestag. |
| Margot Kotljarski (1923–2003)                                  | Mühlenstraße 24 (Lage)          | Hier wohnte Margot Kotljarski Jg. 1923 deportiert 1944 Ravensbrück 1945 Todesmarsch überlebt                                                                 |                        | 18.04.2023 | Margot Kotljarski wurde am 29. Januar 1923 in Reinberg geboren, ihre Eltern waren Israel Kotljarski (1893–1973) und Louise Kotljarski, geb. Möller (1899–1973) A16. Ihr Bruder war Wolfgang Kotljarski (1921–2018). Als „Mischling“ wurde ihr eine Ausbildung zur Tänzerin verwehrt, sie arbeitete in einer Wäscherei. Ihre Beziehung zu einem Marinesoldaten wurde bekannt, der Soldat wurde versetzt und Margot Kotljarski im September 1944 ins KZ Ravensbrück gebracht, wo sie zwangssterilisiert wurde. Auf dem Todesmarsch im Februar 1945 in Richtung Barth konnte sie fliehen. Ab Mai 1945 lebte sie wieder in Stralsund und heiratete, die Ehe scheiterte bald. Über das Rote Kreuz fand sie ihre Jugendliebe wieder und zog nach Bochum, wo sie den Mann heiratete und bis zu seinem Tod im Jahr 2000 lebte. Sie starb am 21. Januar 2003 in Halle an der Saale und wurde dort beigesetzt. |
| Israel „Max“ Kotljarski (1893–1973)                            | Mühlenstraße 24 (Lage)          | Hier wohnte Max Israel Kotljarski Jg. 1893 deportiert 1943 Auschwitz überlebt                                                                                |                        | 08.11.2010 | Der am 15. Mai 1893 in Chodorkiw geborene Israel (genannt: Max) Kotljarski war Schneidermeister. Er war seit 1920 mit Louise Möller (1899–1973) A16 verheiratet, das Ehepaar hatte zwei Kinder: Wolfgang Kotljarski (1921–2018) und Margot Kotljarski (1923–2003). Von 1923 bis 1927 lebte die Familie Kotljarski in Reinberg, 1927 bezog die Familie eine Mietwohnung in Stralsund. In der Mühlenstraße 24 eröffnete er eine Schneiderwerkstatt. Nach einer Verhaftung nach der Reichspogromnacht wurde er ins Konzentrationslager Sachsenhausen gebracht. Nach seiner Rückkehr musste er Zwangsarbeit im Straßenbau leisten; ab 1939 war er in einer Uniformschneiderei eingesetzt. Er wurde vom 14. Juli 1944 bis 28. Januar 1945 im Lager Auschwitz inhaftiert und anschließend über das KZ Groß-Rosen ins KZ Dachau deportiert. Nach der Befreiung des Lagers Dachau kam er nach Stralsund zurück, wo er seine Werkstatt in der Mühlenstraße 24 wieder eröffnete. Er starb am 9. November 1973 und ist auf dem Jüdischen Friedhof beigesetzt. |
| Wolfgang „Israel“ Kotljarski (1921–2018)                       | Mühlenstraße 24 (Lage)          | Hier wohnte Wolfgang „Israel“ Kotljarski Jg. 1921 Flucht 1936 Tschechoslowakei Verhaftet Oktober 1938. „Landesverrat“ Mehrere Arbeitslager geflohen/überlebt |                        | 14.06.2021 | Wolfgang Kotljarski wurde am 26. Juni 1921 in Elmenhorst (Schleswig-Holstein) geboren. Sein Vater war Israel Kotljarski (1895–1973), seine Mutter Louise Kotljarski, geb. Möller (1899–1973) A16. Er hatte eine Schwester Margot Kotljarski (1923–2003). Eine Lehre als Bäcker musste er wegen der Rassengesetze im Jahr 1935 abbrechen. Er schloss sich in der Tschechoslowakei Exilorganisationen an, wurde festgenommen und nach Stralsund gebracht und wegen Landesverrat angeklagt. Zwischenzeitlich entlassen, wurde er im Mai 1943 erneut verhaftet und nach Stettin gebracht, dann nach Stargard. Er war 22 Monate lang in drei verschiedenen Arbeitslagern interniert; Anfang 1945 konnte er fliehen. Er versteckte sich in Stralsund bis Kriegsende. Dort war er anschließend als Polizist tätig, lernte ab 1951 Handelskaufmann und studierte in Dresden. Anschließend war er in Stralsund tätig. Wolfgang Kotljarski war verheiratet und hatte zwei Kinder. Er starb am 13. Februar 2018. |
| Charlotte Lesser, geb. Cohn (1897–1942)                        | Ossenreyerstraße 21/22 (Lage)   | Hier wohnte Charlotte Lesser geb. Cohn Jg. 1897 deportiert 1942 Riga erschossen 29.10.1942                                                                   |                        | 18.09.2009 | Charlotte Lesser, geb. Cohn, wurde am 8. Oktober 1897 in Stralsund geboren. Ihre Eltern waren der Textilkaufmann Siegfried Cohn (1862–1902) A27 und Martha Bianca Cohn, geb. Kempinski (1859–1927) A27. Sie hatte drei Geschwister: Fritz Adolf Wolf Cohn (1899–1943), Heinrich David Cohn (1900–1961) A2 und Ernst Nathan Cohn (1902–1974) A7. Sie war Krankenschwester. Charlotte Lesser war verheiratet mit Georg Lesser (1890–1942) und hatte mit ihm ein Kind: Wolfgang Lesser (1923–1999). Ihre Familie besaß in Stralsund ein Herren-Maßkonfektionsgeschäft. Die Familie Lesser zog im Juli 1937 von Breslau nach Berlin, wo sie zunächst in der Regensburger Straße 27, ab März 1942 in der Nestorstraße 54 wohnte. Sie wurde zusammen mit ihrem Ehemann am 26. Oktober 1942 vom Güterbahnhof in Berlin-Moabit nach Riga deportiert und am 29. Oktober 1942 in Riga ermordet; eine andere Quelle gibt den 29. Oktober 1942 als Tag ihrer Deportation und den Tod im November 1942 an. An Charlotte Lesser erinnert auch ein Stolperstein in der Berliner Regensburger Straße 27. |
| Georg Lesser (1890–1942)                                       | Ossenreyerstraße 21/22 (Lage)   | Hier wohnte Georg Lesser Jg. 1890 deportiert 1942 Riga erschossen 29.10.1942                                                                                 |                        | 18.09.2009 | Der am 17. März 1890 in Crone geborene Georg Lesser war Kaufmann und Fotograf. Er war verheiratet mit Charlotte Lesser (1897–1942) und hatte mit ihr ein Kind: Wolfgang Lesser (1923–1999). Die Familie Lesser zog im Juli 1937 von Breslau nach Berlin, wo sie zunächst in der Regensburger Straße 27, ab März 1942 in der Nestorstraße 54 wohnte. Georg Lesser war von November 1938 bis 16. Dezember 1938 im KZ Sachsenhausen inhaftiert. Er war als Zwangsarbeiter bei der Firma Gossen in Reinickendorf beschäftigt. Er wurde zusammen mit ihrem Ehemann am 26. Oktober 1942 vom Güterbahnhof in Berlin-Moabit nach Riga deportiert und am 29. Oktober 1942 in Riga ermordet; eine andere Quelle gibt den 29. Oktober 1942 als Tag ihrer Deportation und den Tod im November 1942 an. An Georg Lesser erinnert auch ein Stolperstein in der Berliner Regensburger Straße 27. |
| Wolfgang Lesser (1923–1999)                                    | Ossenreyerstraße 21/22 (Lage)   | Hier wohnte Wolfgang Lesser Jg. 1923 Flucht 1938 England überlebt                                                                                            | weitere Bilder \|      | Nov. 2010  | Der am 31. Mai 1923 in Breslau geborene Wolfgang Lesser flüchtete im Jahr 1938 nach England und überlebte die Shoah. Seine Eltern waren Georg Lesser (1890–1942) und Charlotte Lesser (1897–1942). |
| Herbert Lewkowitz (1927–1944)                                  | Sarnowstraße 26 (Lage)          | Hier wohnte Herbert Lewkowitz Jg. 1927 tot 6.10.1944 |                        | 10.07.2008 | Der am 22. Oktober 1927 in Stralsund geborene Herbert Lewkowitz war der Sohn von Isidor Lewkowitz (1875–1943) und Margarethe Lewkowitz, geb. Schumacher (1891–?) A17. Er wurde evangelisch getauft und war Uhrmacherlehrling in der Badenstraße. Herbert Lewkowitz starb beim Bombenangriff auf Stralsund am 6. Oktober 1944. |
| Isidor Lewkowitz (1875–1943)                                   | Sarnowstraße 26 (Lage)          | Hier wohnte Isidor Lewkowitz Jg. 1875 verhaftet 1940 Arbeitslager Pölitz tot 20.4.1943                                                                       |                        | 10.07.2008 | Isisdor Lewkowitz wurde am 22. Oktober 1875 in Langenthal geboren. Er war Kaufmann und ab 1910 Geschäftsführer bei Leonhard Tietz. Er war ab dem 5. Oktober 1927 verheiratet mit Margarethe Lewkowitz, geb. Schumacher (1891–?) A17. Das Ehepaar hatte einen Sohn: Herbert Lewkowitz (1927–1944). Ab dem Jahr 1933 besaß die Familie die Villa in der Sarnowstraße 26, welches auf seine evangelische Ehefrau eingetragen war. im Besitz der Familie war auch das Haus Peter-Blohme-Straße 5, ein Gartengrundstück in der Scheelestraße und ein Haus in der Töpfers-Park-Straße in Stettin. Das Haus in der Peter-Blohme-Straße schenkte er 1938 seinem Sohn. Er wurde im Jahr 1940 verhaftet und kam zur Zwangsarbeit ins Arbeitslager Pölitz. Wegen einer Leukämie wurde er Ende 1941 als nicht arbeitsfähig eingestuft. Am 6. März 1943 wurde er nach Auschwitz deportiert; dort wurde er am 20. April 1943 im KZ Auschwitz III Monowitz ermordet. |
| Therese Neumann, geb. Räsener (1883–?)                         | Frankenwall 9 (Lage)            | Hier wohnte Therese Neumann geb. Räsener Jg. 1883 deportiert 1940 Piaski ermordet                                                                            |                        | Nov. 2010  | Die am 20. November 1883 in Strasburg (Uckermark) geborene Therese Neumann, geb. Räsener, war die Tochter des Lehrers an der Stralsunder Synagoge, Julius Räsener (1815–1912) A18 und dessen Frau Mathilde Räsener, geb. Glaser (1853–1939). Sie hatte neun Geschwister: Anna (1879–1942) A18, Frieda (1884–1941) A18, Arthur (1878–1920) A18, Hugo (1897–1918) A18, Siegfried (1886–1904) A18, Emma (1893–1893) A18, Ernst (1891–1893) A18, Friedrich (1895–1895) A18 und Henriette (1890–1890) A18. Die Familie ihres Vaters war vor 1897 nach Stralsund gezogen. Nach dem Tod des Vaters im Jahr 1912 wohnte sie mit ihrer Mutter im Frankenwall 9 zur Miete. Sie war Händlerin und bis 1938 Geschäftsinhaberin eines Konfektionsgeschäftes in der Wasserstraße 52. Sie war verheiratet mit Rudolph Neumann, die Ehe wurde geschieden. Sie wurde am 12. Februar 1940 im Zuge der ersten, am 12. und am 13. Februar 1940 im Regierungsbezirk Stettin durchgeführten Deportation pommerscher Juden mit dem Ziel Piaski, Bełżyce und Glusk, über Stettin nach Piaski deportiert, wo sie ermordet wurde. Ihr Todesdatum ist unbekannt. |
| Gertrud Panski, geb. Kossak (1913–1983)                        | Wasserstraße 80 (Lage)          | Hier wohnte Gertrud Panski geb. Kossak Jg. 1913 ausgegrenzt/drangsaliert überlebt                                                                            |                        | 06.09.2024 | Gertrud Panski, geb. Kossak, am 2. Juni 1913 in Sawadden (Ostpreußen) geboren, hatte vier Schwestern und fünf Brüder, ihre Eltern waren die Schneider Franz Kossak und Anna Berta Kossak, geb. Posneike. Sie arbeitet ab 1927 als Haushaltshilfe, ab 1936 als Diätköchin in Greifswald. Als sie im April 1937 Josef Panski (1911–1944) aus Stralsund heiraten wollte, blieb ihr das zunächst durch das Gesetz zum Schutze des deutschen Blutes und der deutschen Ehre verwehrt. Nachdem Panski seine jüdische Herkunft verschleiern konnte und Gertrud Kossak selbst ihre deutsche Staatsangehörigkeit aufgegeben hatte, heirateten die beiden m 16. Dezember 1939 als „staatenlose Ausländer“. Aus der Beziehung der beiden stammte die im Frühsommer 1940 geborene Tochter Ingrid Panski. Als ihr Ehemann sich im Jahr 1940 zur Wehrmacht meldete, erhielten die Eheleute beide die deutsche Staatsangehörigkeit. Nach dem Tod ihres Mannes im Krieg zog sie mit der Tochter nach Wieck a. Darß. Sie heiratete erneut und starb im Jahr 1983. |
| Josef Panski (1911–1944)                                       | Wasserstraße 80 (Lage)          | Hier wohnte Josef Panski Jg. 1911 gedemütigt/entrechtet zur Wehrmacht eingezogen tot 26.8.1944 Grigorkino                                                    |                        | 06.09.2024 | Josef Panski wurde am 12. November 1911 in Łódź geboren, seine Eltern waren der Weber und Fabrikbesitzer Jerzy Panski/Israel Lewek Panskowicz (1886–1942) und Felicija Panski, geb. Merezkaya. Der auch Seppl genannte Junge kam im Alter von 2½ Jahren nach Prerow ins Kindersanatorium Ostsee-Hospiz von Hans Beu (1865–1947). Seine Mutter starb, Panski blieb in der Obhut Beus und ging später nach Stralsund. Er arbeitete als Kraftfahrer. Als er im April 1937 Gertrud Kossak (1913–1983) heiraten wollte, gelang es ihm durch Beus Einfluss, seine jüdische Herkunft vor den Behörden zu verschleiern, er galt als staatenloser Ausländer. Da das Gesetz zum Schutze des deutschen Blutes und der deutschen Ehre eine Ehe zwischen ihnen nicht zuließ, legte Gertrud Kossak ihre deutsche Staatsbürgerschaft ab, das Paar heiratete am 16. Dezember 1939 als „staatenlose Ausländer“. Aus der Beziehung der beiden stammte die im Frühsommer 1940 geborene Tochter Ingrid Panski. Josef Panski trat 1940 in die Wehrmacht ein, wodurch er und seine Frau als deutsche Staatsbürger anerkannt wurden. Als Kraftfahrer im Deutsch-Sowjetischen Krieg eingesetzt, starb er am 26. August 1944 in Grigorkino. Sein Vater und dessen zweite Ehefrau waren am 17. August 1942 im Sammellager Ghetto Litzmannstadt von den Nationalsozialisten ermordet worden.                                |
| Adolf Polewoy (1893–1941)                                      | Papenstraße 4 (Lage)            | Hier wohnte Adolf Polewoy Jg. 1893 Flucht 1938 Frankreich von Gestapo verhaftet Mai 1940 interniert St. Cyprien ermordet                                     |                        | Nov. 2010  | Adolf (Idel) Polewoy wurde am 26. Juli 1893 in Targowica geboren. Sein Vater war Jankel (Undi) Israilowitsch Polewoy. Ab dem 10. Oktober 1919 war er als Schneider in Stralsund tätig. Mit Elise Polewoy, geb. Staack (1895–1975) A19, die er 1926 in Stralsund heiratete, hatte er drei Söhne: Erich Heinz Salomon (1920–1981) A19, Kurt (1921) A19 und Karl-Heinz (1926) A19. 1938 musste er sein Gewerbe aufgeben und arbeitete zunächst als Bügler bei der Färberei Pelzher, dann in Zwangsarbeit für das Stadtbauamt. Er flüchtete nach den Novemberpogromen 1938 im Dezember 1938 nach Belgien und Frankreich. In Bordeaux wurde er 1940 verhaftet, von dort in ein Sammellager nach Saint-Cyprien gebracht, wo er mit den anderen Gefangenen in einem Steinbruch am 19. Februar 1941 ermordet wurde. |
| Edith Quietsch, geb. Gerson, verw. Kelpe (1911–1962)           | Mönchstraße 31 (Lage)           | Hier wohnte Edith Quietsch geb. Gerson Jg. 1911 gedemütigt/entrechtet überlebt                                                                               |                        | 10.07.2008 | Edith Hildegard Quietsch, geb. Gerson, wurde am 17. Dezember 1911 in Stralsund geboren. Ihre Eltern waren Hermann Gerson (–1932) A24 und Agnes Gerson, geb. Miethe (1886–1963) A24. Sie hatte zwei Brüder: Gerhard Gerson (1907–1942) A24 und Felix Gerson (1908–1943) A24, beide starben in der Shoah. Edith Gerson lernte Stenotypistin. Sie zog Ende der 1930er Jahre nach Berlin. Als sie dort 1937 Hans-Joachim Kelpe (–1947) heiraten wollte, wurde das Gesuch von den nationalsozialistischen Behörden wegen ihrer jüdischen Herkunft abgelehnt; sie heirateten nach Ende des Zweiten Weltkriegs. Zwei Jahre später starb ihr Ehemann und sie zog zurück nach Stralsund. Hier heiratete sie Erich Quietsch, die Ehe wurde geschieden. Sie musste sich in psychiatrische Behandlung im Krankenhaus West begeben, wurde jedoch nicht geheilt. Am 14. Mai 1962 beging sie Suizid. Sie ist auf dem Zentralfriedhof in Stralsund begraben worden. |
| Mathilde Räsener, geb. Glaser (1853–1939)                      | Frankenwall 9 (Lage)            | Hier wohnte Mathilde Räsener geb. Glaser Jg. 1853 gedemütigt / entrechtet tot 25. Sept. 1939                                                                 |                        | 28.06.2023 | Mathilde Räsener, geb. Glaser, wurde am 4. Oktober 1853 in Märkisch Friedland geboren. Sie war ab 1877 mit Julius Räsener (1851–1912) A18 verheiratet, mit ihm hatte sie zehn Kinder: Anna (1879–1942) A18, Therese Neumann (1883–1940), Frieda (1884–1941) A18, Arthur (1878–1920) A18, Hugo (1897–1918) A18, Siegfried (1886–1904) A18, Emma (1893–1893) A18, Ernst (1891–1893) A18, Friedrich (1895–1895) A18 und Henriette (1890–1890) A18. Sie und ihr Mann stammten aus Ostpreußen. Sie zogen 1878 nach Strasburg und von dort vor 1897 nach Stralsund. Mathilde Räsener wohnte nach dem Tod ihres Mannes im Jahr 1912 mit den Töchtern Therese und Frieda zur Miete im Frankenwall 9. Sie starb am 25. September 1939 in Stralsund und wurde auf dem Jüdischen Friedhof in Stralsund bestattet. |
| Jenny Reupert, geb. Grünberg (1882–1948)                       | Heilgeiststraße 89 (Lage)       | Hier wohnte Jenny Reupert geb. Grüneberg Jg. 1882 gedemütigt / entrechtet überlebt tot 15. Jan. 1948                                                         |                        | 28.06.2023 | Jenny Reupert, geb. Grüneberg, wurde am 4. März 1882 in Klaushagen geboren, ihre Eltern waren Hermann Grüneberg und Minna Grünebgerg, geb. Lewin. Sie zog nach Berlin, arbeitete dort zunächst als Verkäuferin und anschließend bei Wertheim, wo sie Hellmuth Reupert (1883–1964) A20 kennenlernte, den sie am 2. Oktober 1916 in Steglitz heiratete. Im Jahr 1922 zog das Ehepaar nach Bergen auf Rügen und am 15. Februar 1925 nach Stralsund, wo sie zunächst in der Gartenstraße, ab Ende 1925 in der Heilgeiststraße 89 wohnten. Sie hatten einen Sohn (Hans, 1919–2004) A20. Sie starb am 15. Januar 1948. |
| Anna Riess, geb. Grünberg (1890–1941)                          | Tribseer Damm 54 (Lage)         | Hier wohnte Anna Riess geb. Grünberg Jg. 1890 deportiert 1940 Lublin ermordet 1941                                                                           |                        | Nov. 2010  | Die am 2. März 1890 in Culm geborene Anna Riess, geb. Grünberg, war als Buchhalterin tätig. Das Ehepaar hatte eine Tochter, Helma Szwarz (1922–?) A21. Anna Riess wurde zusammen mit ihrem Ehemann Julius Riess (1878–1941) am 12. Februar 1940 deportiert und im Jahr 1941 in Piaski ermordet. |
| Julius Riess (1878–1941)                                       | Tribseer Damm 54 (Lage)         | Hier wohnte Julius Riess Jg. 1878 deportiert 1940 Lublin ermordet 1941                                                                                       |                        | Nov. 2010  | Julius Riss wurde am 5. April 1878 in Tribsees geboren. Seine Eltern waren Silvester Riess (1844–1929) und Emma Riess, geb. Lychenheim (1847–1903). Er hatte fünf Geschwister: Richard (1872–1942), Georg (1883–1942), Veilchen (1874–1906), Ursula (1876–?) und Elsa (1889–?). Julius Riess heiratete um 1909 Claire Riess, geb. Weinberg (1882–1918), mit der er in Franzburg lebte. Das Ehepaar hatte vier Kinder: Werner (1910–?), Bernhard Alex (1915–?) A21, Emma (1911–?) und Hilde (1913–?). Nach dem Tod seiner ersten Frau im Jahr 1918 heiratete Julius Riess im Jahr 1920 Anna Riess, geb. Grünberg (1890–1941). Das Ehepaar hatte eine Tochter, Helma Szwarz (1922–?) A21. Die Familie zog 1934 nach Stralsund, wo er als Kaufmann tätig war. Ab 1939 lebten sie im „Judenhaus“ Tribseer Damm 53, das im Besitz von Johanna Gerson war. Anna und Julius Riess wurden am 12. Februar 1940 deportiert und im Jahr 1941 in Lublin ermordet. Julius Riess wurde im Jahr 1958 durch das Amtsgericht Hamburg für tot erklärt. |
| Jakob Schnauzer (1894–?)                                       | Frankenstraße 51 (Lage)         | Hier wohnte Jakob Schnauzer Jg. 1890 deportiert ermordet |                        | 15.06.2009 | Jakob Isidor Schnauzer wurde am 17. Juli 1890 in Lemberg geboren. Seine Eltern waren Simon Wolf Schnauzer und Chane Feige Schnauzer, geb. Noschkes. Er war ab 1914 verheiratet mit Pessi (Pepi) Schnauzer, geb. Kerzenbaum (1887–?), mit der er drei Kinder hatte: Rechel Schnauzer (1915–1916) A22, Julius Schnauzer (1923–?) und Mannfried Abraham Schnauzer (1919–1997) A22. Die Familie war vor 1915 von Galizien nach Güstrow gezogen, 1930 zogen sie von dort nach Stralsund. In Stralsund arbeitete er als Altwarenhändler und Schneider. Er wurde, wie auch seine Ehefrau und Sohn Julius, als polnische Staatsbürger am 26. Oktober 1938 nach Polen abgeschoben. Über Bromberg zogen sie nach Drohobytsch zu den Angehörigen von Pepi Schnauzer. Nach Mai 1940 gibt es keine Hinweise mehr auf die drei, sie gelten als verschollen bzw. ermordet. |
| Julius Schnauzer (1923–?)                                      | Frankenstraße 51 (Lage)         | Hier wohnte Julius Schnauzer Jg. 1923 deportiert ermordet |                        | 15.06.2009 | Julius Schnauzer wurde am 11. Juni 1923 in Güstrow geboren. Seine Eltern waren Pessi (Pepi) Schnauzer und Jakob Schnauzer (1894–?), er hatte einen Bruder: Mannfried Abraham Schnauzer (1991–1997) A22. Julius Schnauzer wurde am 26. Oktober 1938 zusammen mit seinen Eltern von Stralsund aus nach Polen abgeschoben. Sie gelten als verschollen bzw. ermordet. |
| Pepi Schnauzer, geb. Kerzenbaum (1889–?)                       | Frankenstraße 51 (Lage)         | Hier wohnte Pepi Schnauzer geb. Kerzenbaum Jg. 1889 deportiert ermordet                                                                                      |                        | 15.06.2009 | Pepi (Perl Lea/Pessi) Schnauzer, geb. Kerzenbaum wurde am 7. November 1889 in Drohobytsch geboren. Sie war ab 1914 verheiratet mit Jakob Schnauzer (1894–?), mit dem sie drei Kinder hatte: Rechel Schnauzer (1915–1916) A22, Julius Schnauzer (1923–?) und Mannfried Abraham Schnauzer (1919–1997) A22. Wie auch ihr Ehemann Jakob und der Sohn Julius wurde sie am 26. Oktober 1938 nach Polen abgeschoben. Sie gelten als verschollen bzw. ermordet. |
| Isidor Segall (1886–1941)                                      | Papenstraße 6 (Lage)            | Hier wohnte Isidor Segall Jg. 1886 deportiert 1940 Piaski ermordet 20.12.1941                                                                                |                        | Nov. 2010  | Isidor Segall wurde am 16. April 1886 in Lińsk geboren. Seine Eltern waren Hirsch Segall und Adelgard Segall, geb. Rosenberg. Er war Kaufmann. Er wurde am 12. Februar 1940 deportiert und am 20. Dezember 1941 in Piaski ermordet. |
| Paul Skalska (1895–1986)                                       | Marienstraße 14 (Lage)          | Hier wohnte Paul Skalska Jg. 1895 Zeuge Jehovas verhaftet 1939 Sachsenhausen entlassen 1941                                                                  |                        | Sep. 2021  | Der im Jahr 1895 geborene Paul Skalska war ein Anhänger der Zeugen Jehovas (bzw. der Bibelforscherbewegung); diese wurden in NS-Deutschland verfolgt. Er war von 1939 bis 1941 im KZ Sachsenhausen inhaftiert. Er kehrte nach Stralsund zurück, wo er 1986 verstarb. |
| Amelie Steinfeld, geb. Pczysucher (1887–1940)                  | Frankenstraße 43 (Lage)         | Hier wohnte Amelie Steinfeld geb. Pczysucher Jg. 1887 deportiert 1940 Piaski ermordet 7.3.1940                                                               |                        | 18.09.2007 | Amelie (Amalia) Steinfeld, geb. Pczysucher, wurde am 10. Mai 1887 in Hohenburg an der Weichsel geboren. Sie war verheiratet mit Simon Steinfeld (1884–1940), mit dem sie zwei Kinder hatte: Berta (1912–1993) und Rosa (1910–1940). Am 12. Februar 1940 wurde sie zusammen mit ihrem Ehemann und der Tochter Rosa deportiert, sie wurde am 7. März 1940 in Piaski ermordet. |
| Simon Steinfeld (1884–1942)                                    | Frankenstraße 43 (Lage)         | Hier wohnte Simon Steinfeld Jg. 1884 deportiert 1940 Piaski ermordet 16.3.1941                                                                               |                        | 18.09.2007 | Simon Steinfeld kam am 5. Februar 1884 in Bendzin zur Welt. Er war verheiratet mit Amelie Steinfeld (1887–1940), mit der er zwei Kinder hatte: Berta (1912–1993) und Rosa (1910–1940). Simon Steinfeld wurde am 12. Februar 1940 zusammen mit seiner Ehefrau und der Tochter Rosa deportiert, er wurde am 16. März 1942 in Piaski ermordet. |
| Charlotte Süssmann (1899–1940)                                 | Ossenreyerstraße 53 (Lage)      | Hier wohnte Charlotte Süssmann Jg. 1899 deportiert 1940 Lublin ermordet 17.3.1940                                                                            |                        | 23.10.2014 | Charlotte Süssmann wurde am 3. Januar 1899 in Grabowo geboren. Ihre Eltern waren Bernhard Süssmann (1864–1935) A23 und Paula Süssman, geb. Blach (1873–1941); sie hatte drei Geschwister: Walter Süssmann (1897) A23, Eva Süssmann (1902) A23 und Anne-Liese Süssmann (1909–1980) A23. Die Familie zog 1909 nach Gera, wo Bernhard Süssman eine Fabrik betrieb. Nach dem Tod Bernhards zog die Familie 1935 nach Stralsund zur Tante von Charlotte Süssmann, Charlotte Joseph, geb. Blach (1878–1943), und deren Mann Max Joseph (1874–1943) in die Ossenreyerstraße 53. Charlotte Süssman war Kauffrau. Sie wurde am 13. Februar 1940 mit ihrer Mutter Paula Süssmann (1873–1941) und der Tante Margarete Blach (1876–1940) deportiert. Sie starb am 17. März 1940 in Piaski an einer Blutvergiftung. |
| Paula Süssmann, geb. Blach (1873–1941)                         | Ossenreyerstraße 53 (Lage)      | Hier wohnte Paula Süssmann geb. Blach Jg. 1873 deportiert 1940 Piaski ermordet 5.3.1941                                                                      |                        | 23.10.2014 | Paula Süssmann, geb. Blach, wurde am 24. September 1873 in Stralsund geboren. Ihre Eltern waren Julius und Selma Blach geb. Wallmann; sie hatte fünf Geschwister: Ernst, Margarete, Gertrud, Else und Friedrich. Am 30. August 1896 heiratete sie Bernhard Süssmann (1864–1935) A23, mit dem sie vier Kinder bekam: Walter Süssmann (1897–?) A23, Charlotte Süssmann (1899–1941), Eva Süssmann (1902–) A23 und Anne-Liese Süssmann (1909–1980) A23. Die Familie zog 1909 nach Gera, wo Bernhard Süssman eine Fabrik betrieb. Nach dem Tod Bernhards zog die Familie 1935 nach Stralsund zu Paulas Schwester Charlotte Gertrud (1878–1943) und deren Mann Max Joseph (1874–1943) in die Ossenreyerstraße 53. Paula Süssman war Hausfrau und Mutter. Sie wurde am 12./13. Februar 1940 mit ihrer Schwester Margarete Blach (1876–1940) und ihrer Tochter Charlotte (1899–1941) deportiert und starb am 5. März 1941 in Piaski an Tuberkulose. |
| Hermann Wein (1894–1988)                                       | Frankenstraße 22 (Lage)         | Hier wohnte Hermann Wein Jg. 1894 deportiert 1941 Ghetto Krakau 1944 Gross-Rosen 1945 Buchenwald Flucht auf Todesmarsch überlebt                             |                        | 18.04.2023 | Hermann (Herschel) Wein wurde am 1. Juni 1894 in Nisko geboren. Im Ersten Weltkrieg diente er in der Infanterie. Etwa im Jahr 1921 heiratete er Malka Wein, geb. Lorbeer (1896–1943). Das Paar hatte drei Kinder: Max Wein (1922–2014), Regina Wein (1925–?) und Leo Wein (1927–?). Die Familie Wein lebte ab Mitte der 1920er Jahre in Stralsund. Sie betrieben zwei kleine Geschäfte; nach dem durch die Nationalsozialisten angeordneten Boykott zogen sie 1934 nach Bergen auf Rügen, zwei Jahre später nach Berlin. Im Jahr 1938 wurden sie abgeschoben nach Polen. Sie lebten zunächst in Chorzów, wo Hermann Wein einen kleinen Möbelladen betrieb, mussten aber 1941 weiter ziehen nach Cernów und wenige Wochen später nach Krakau. Hermann und Max Wein leisteten Zwangsarbeit beim Aufbau des KZ Plaszow und wurden dann ins KZ Groß-Rosen, anschließend ins KZ Buchenwald deportiert. Sie konnten im März 1944 auf dem Todesmarsch fliehen, wurden aber gefasst. Ende 1946 gingen sie von Dresden aus auf die Reise in die Vereinigten Staaten. Hermann Wein starb im Jahr 1988 in Miami. An Hermann Wein erinnert auch ein Stolperstein in Bergen auf Rügen. |
| Leo Wein (1927–?)                                              | Frankenstraße 22 (Lage)         | Hier wohnte Leo Wein Jg. 1927 deportiert 1941 Ghetto Krakau ermordet                                                                                         |                        | 18.04.2023 | Die Familie Wein (Hermann und Malka Wein und ihre Kinder Max, Regina und Leo) lebte ab Mitte der 1920er Jahre in der Stadt. Sie betrieben zwei kleine Geschäfte; nach dem durch die Nationalsozialisten angeordneten Boykott zogen sie nach Bergen auf Rügen, später nach Berlin. Im Jahr 1938 wurden sie abgeschoben nach Polen. Maika, Regina und Leo Wein wurden in den Jahren 1941 bis 1943 aus dem Ghetto Krakau deportiert. Wahrscheinlich wurden sie ermordet. An Leo Wein erinnert auch ein Stolperstein in Bergen auf Rügen. |
| Malka Wein, Lorbeer (1896–?)                                   | Frankenstraße 22 (Lage)         | Hier wohnte Malka Wein geb. Lorbeer Jg. 1896 deportiert 1941 Ghetto Krakau ermordet 1943                                                                     |                        | 18.04.2023 | Die Familie Wein (Hermann und Malka Wein und ihre Kinder Max, Regina und Leo) lebte ab Mitte der 1920er Jahre in der Stadt. Sie betrieben zwei kleine Geschäfte; nach dem durch die Nationalsozialisten angeordneten Boykott zogen sie nach Bergen auf Rügen, später nach Berlin. Im Jahr 1938 wurden sie abgeschoben nach Polen. Maika, Regina und Leo Wein wurden in den Jahren 1941 bis 1943 aus dem Ghetto Krakau deportiert. Wahrscheinlich wurden sie ermordet. An Malka Wein erinnert auch ein Stolperstein in Bergen auf Rügen. |
| Max Wein (1922–2014)                                           | Frankenstraße 22 (Lage)         | Hier wohnte Max Wein Jg. 1922 deportiert 1941 Ghetto Krakau 1944 Gross-Rosen 1945 Buchenwald Flucht auf Todesmarsch überlebt                                 |                        | 18.04.2023 | Max Wein wurde am 25. Mai 1922 in Ulanów geboren. Seine Eltern waren Hermann Wein (1894–1988) und Malka Wein, geb. Lorbeer (1896–1943). Er hatte zwei Geschwister: Regina Wein (1925–?) und Leo Wein (1927–?). Die Familie Wein lebte ab Mitte der 1920er Jahre in Stralsund. Sie betrieben zwei kleine Geschäfte; nach dem durch die Nationalsozialisten angeordneten Boykott zogen sie 1934 nach Bergen auf Rügen, zwei Jahre später nach Berlin. Im Jahr 1938 wurden sie abgeschoben nach Polen. Sie lebten zunächst in Chorzów, wo Hermann Wein einen kleinen Möbelladen betrieb, mussten aber 1941 weiter ziehen nach Cernów und wenige Wochen später nach Krakau. Hermann und Max Wein leisteten Zwangsarbeit beim Aufbau des KZ Plaszow und wurden dann ins KZ Groß-Rosen, anschließend ins KZ Buchenwald deportiert. Sie konnten im März 1944 auf dem Todesmarsch fliehen, wurden aber gefasst. Ende 1946 gingen sie von Dresden aus auf die Reise in die Vereinigten Staaten. Max Wein war verheiratet und hatte zwei Kinder. Er starb am 17. Juni 2014 in Chicago. An Max Wein erinnert auch ein Stolperstein in Bergen auf Rügen. |
| Regina Wein (1925–?)                                           | Frankenstraße 22 (Lage)         | Hier wohnte Regina Wein Jg. 1925 deportiert 1941 Ghetto Krakau ermordet                                                                                      |                        | 18.04.2023 | Die Familie Wein (Hermann und Malka Wein und ihre Kinder Max, Regina und Leo) lebte ab Mitte der 1920er Jahre in der Stadt. Sie betrieben zwei kleine Geschäfte; nach dem durch die Nationalsozialisten angeordneten Boykott zogen sie nach Bergen auf Rügen, später nach Berlin. Im Jahr 1938 wurden sie abgeschoben nach Polen. Maika, Regina und Leo Wein wurden in den Jahren 1941 bis 1943 aus dem Ghetto Krakau deportiert. Wahrscheinlich wurden sie ermordet. An Regina Wein erinnert auch ein Stolperstein in Bergen auf Rügen. |

### Ausstellung
Die Ausstellung „Stolpersteine – Gedenken und Soziale Skulptur“ wurde vom 11. Juni bis zum 27. September 2021 in der Stadtbibliothek Stralsund gezeigt.

## Stolperschwellen in Stralsund
- Karte mit allen Koordinaten:
- OSM |
- WikiMap

| Adresse ♁ Koordinaten                          | Inschrift | Foto | verlegt am | Informationen |
| ---------------------------------------------- | --- | ---- | ---------- | --- |
| Hauptbahnhof (Lage)                            | Landesheilanstalt Stralsund 1939 Von hier aus wurden 1160 psychisch kranke Menschen abtransportiert Nov. 1939 – Westpreussische Anstalt – Dez. 1939 – Ueckermünde – Lauenburg/Pommern – Treptow/Rega ermordet in Plasnica und Opfer der Aktion T4 |      | 23.10.2014 | Die „Stolperschwelle“ soll an die 1160 psychisch kranken Frauen und Männer, die im November und Dezember 1939 von dort aus in den Tod geschickt wurden, erinnern. Die Frauen und Männer waren Patienten in der “Landesheilanstalt Stralsund” auf dem Gelände des heutigen Krankenhauses West. Initiiert wurde das Projekt vom Chefarzt der Klinik für Psychiatrie und Psychotherapie, Harald Freyberger, und dem Leitenden Oberarzt Jan Ambruster. Unterstützt wurde das Projekt von der Deutschen Bahn und der Stadt Stralsund. Verlegt hat die Schwelle Gunter Demnig. |
| Marienstraße 2–4 (Lage)                        | Städtisches Krankenhaus Stralsund Hier wurden 1934–1939 652 Menschen in der chirurgisch-gynäkologischen Abteilung zwangssterilisiert |      | 26.05.2015 | Die Stolperschwelle erinnert an die 652 Frauen und Männer, die zwischen 1934 und 1939 im Städtischen Krankenhaus unfruchtbar gemacht wurden. |
| Rostocker Chaussee 70, Krankenhaus West (Lage) | Landesheilanstalt Stralsund 1939 Von hier aus wurden 1160 psychisch kranke Menschen abtransportiert Nov. 1939 Westpreussische Anstalt – Dez. 1939 Ueckermünde – Lauenburg/Pommern – Treptow/Rega Ermordet in Plasnica und Opfer der Aktion T4     |      | 26.05.2015 | Die „Stolperschwelle“ erinnert an die 1160 psychisch kranken Frauen und Männer, die im November und Dezember 1939 von dort aus in den Tod geschickt wurden. Sie waren Patienten in der “Landesheilanstalt Stralsund” auf dem Gelände des heutigen Krankenhauses West. |